# Никон Жила
Никон Стефанович Жила (роден на 30 ноември 1976 г., Загорск, Московска област, РСФСР) е руски диригент, от 2005 до 2023 г., художествен ръководител (регент, наместник на Московския патриарх, който е управляващ манастира (ставропигия)) на хора на московския Сретенски ставропигиален манастир – хорът на Руската православна църква, с редовно съпътстващи служби при посещения на Московския патриарх в Русия и в чужбина. Заслужил артист на Руската федерация (2010).
Никон Жила и певците от хора на Сретенския манастир не са монаси.

## Биография

### Образование
Никон Жила е роден в Загорск (сега Сергиев Посад) на 30 ноември 1976 г. в семейството на свещеник Стефан Жила, преподавател в московските духовни училища. Бащата бил от Украйна и кръстил сина си в чест на св. Никон Радонежки, на чиято памет е наречен бъдещият регент. Майката е певица в хора на Троице-Сергиевата лавра под ръководството на регента и църковен композитор архимандрит Матей с рожденно име Мормил. От детството си Никон пее в църковните хорове на Троице-Сергиевата лавра.
През 1995 г. Жила завършва Московския регионален музикален колеж на името на Сергей Прокофиев, през 2001 г. – Факултет по хорово дирижиране на Руската музикална академия „Гнесини“ в Москва.
От 2000 г. е певец в хора на Московския Сретенски манастир. През 2001 – 2002 г. служи във въоръжените сили и едновременно като артист в Академичния ансамбъл за песни и танци на Вътрешните войски на Министерството на вътрешните работи на Руската федерация.

### Регент на хора
През 2005 г. наместникът архимандрит Тихон, с рожденно име Шевкунов кани Жила да действа като регент на хора на московския Сретенски манастир, дейност, която датира от възраждането на манастира през 1994 г. Творчески развивайки традициите на хора, Жила реорганизира групата и привлича нови талантливи солисти, композитори и аранжори за участие в нея. Никон приема в хора предимно професионалисти – завършили Московски музикални университети и духовни учебни заведения. Основното изискване към певците е кандидатът да е вярващ и музикално образован православен човек. Под ръководството на Жила репертоарът е разширен и преработен. При него хорът за първи път започва да изпълнява акапелно песни от военните години. Продължавайки да придружава службите в манастира, хорът започва да записва студийни албуми и започва да води активна концертна дейност – първо в Москва, а след това в цяла Русия и в чужбина.
| „ | За нас е голяма чест да участваме в богослуженията, всичко останало е само придатък. Църковното пеене е животът, който живеем и който ни помага до известна степен да преосмислим светските произведения от нашия репертоар... Нашата задача е да разберем великите песни на 20 век за войната, за честта, да общуваме със слушателите които са далеч от Църквата по начин, който е разбираем за тях език, за да ги призове към разбирането за руската култура. | “ |

От 2005 г. хорът на Сретенския манастир става главен хор, съпровождащ богослуженията на Негово Светейшество Патриарха и неговите пастирски посещения в епархиите на Руската православна църква в Русия и в чужбина.
Под ръководството на Никон Жила, хорът участва в най-значимите събития в живота на Руската православна църква в началото на XXI век. Хорът придружава съвместното освещаване на храма на Новомъчениците и Изповедниците на Русия от патриарх Алексий II и митрополит Лавър през 2007 г., патриаршеските посещения в Русия, изнася концерти, посветени на 90-годишнината от възстановяването на патриаршеското служение в Руската православна църква, през 2007 г. и освещаването на катедралата в Иверския манастир във Валдай през 2008 г. Оттогава хорът редовно пътува в чужбина: организирани са концерти в памет на откриването на първата православна църква в Рим, в чест на освещаването на църквата „Свети Константин и Елена“ в Истанбул през 2009 г. и представление, направено в истанбулската църква „Св. Ирина“ за Негово Светейшество Вселенските патриарси Вартоломей и Московския и на цяла Русия Кирил. През 2006 г. под ръководството на Никон Жила хорът изнася концерти в Белград, в папската резиденция във Ватикана, пее молебен в катедралата Нотр Дам и изнася представление в централата на ЮНЕСКО.
През 2007 г. се провжда световно турне, посветено на обединението на Руската православна църква. Хорът участва в Ню Йорк, Вашингтон, Бостън, Торонто, Мелбърн, Сидни, Берлин, Лондон, през 2008 г. хорът участва в „Дните на Русия в Латинска Америка“, изнася концерти в Сан Хосе, Хавана, Рио де Жанейро, Сао Пауло, Буенос Айрес, Асунсион. Общо, заедно с Жила, хорът посещава 35 страни на четири континента.
Репертоарът при турнетата на хора, в допълнение към духовните песнопения, руските, народните и съветските песни, по инициатива на регента включва валсове, романси, произведения в етно стил, по-специално афро-американската духовна музика („Go Down Moses“). Изпълнявайки в Съединените щати като част от световно турне, хорът изпълнява „Let My People Go“. На Великата китайска стена в Китай хорът изнася „Амурски вълни“. В Германия през 2012 г. хорът се изявява съвместно с Руския хоров оркестър от Санкт Петербург.
Някои руски песни, известни по съветско време в революционен аранжимент, като „Там, далеко зад реката“, „Чуваш ли, другарю…“, са върнати в оригиналния им текст и припев. Маршът „По долините и по хълмовете...“ отново прозвучава като руската песен „Из тайги, тайги гъстой...“. Жила нарича най-популярна песента за Русия, която хорът на Сретенския манастир изпълнява на концерти, песента „Кон“ на Игор Матвиенко и Александър Шаганов. Най-известният изпълнител, на когото Жила дадва „старт“ на солова кариера, е оперният бас Дмитрий Белоселски, а групата „Quattro“ също излеиза от редиците на хора.
На 7 февруари 2014 г., на церемонията по откриването на Зимните олимпийски игри през 2014 г. в Сочи, Никон Жила дирижира хор по време на изпълнение на химна на Руската федерация (във финалната част – с оркестров музикален съпровод).
От 2015 г. хорът на Сретенския манастир под ръководството на Жила пее в самия манастир само по време на празнични служби, в обикновени дни, там пеят хор от семинаристи, монашески хор или народен хор, състоящ се от енориаши.

## Приноси
Никон Жила съставя нови концертни програми за хора – „Шедьоври на руското хорово наследство“ и „Химн на Русия“.
Първата програма е представена в Кузбас през 2005 и 2006 г. е наградена с медали „За вяра и доброта“ и „За служба на Кузбас“. През 2006 – 2007 г. хорът под ръководството на Жила придружава богослужения и дирижира концерти в Далечния изток и Сибир, участва в съвместни концерти с Кубанския казашки хор през 2006 и 2007 г. в Москва, в Кремълския дворец, в Голямата зала на Консерваторията и Колонната зала на Дома на съюзите. Това е последвано от концерт като част от Коледните четения, фестивала „Дворците на Санкт Петербург“ през 2006 г., концерт в Санкт Петербургската филхармония през 2007 г. и годишни представления на Великденския фестивал.
През май 2014 г. хорът участва в V Славянски музикален форум „Златен витяз“. През 2014 – 2015 г. хорът представя нови програми „Песни за Русия“, съставени от Жила и посветени на 85-годишнината на Александра Пахмутова.
През 10-те години на своето регентство от 2005 до 2015 г. самият Жила най-много си спомня изпълнението на хора в Голямата зала на консерваторията, където се изпълняват духовните песнопения на Георги Свиридов.
Хорът на Сретенския манастир многократно е концертирал в Кремъл пред чуждестранни делегации и гости на президента на Руската федерация.
Всички концерти на хора от 2005 г. до 2015 г. се провеждат под ръководството на регента Никон Жила.

## Записи
Хорът на Сретенския манастир е записал редица албуми с духовни песнопения и най-добрите песни от класическия и народен репертоар. Сред тях са „Виждам дивна свобода“ (2002), „Всенощно бдение“ (2003), „Песни на Великия пост и Страстната седмица“ (2004), „Любими песни. Подарък за приятели“ (2006, 2009, 2014), „Божествена литургия“ (2007), „О, дивно чудо! Дървото на живота се издига над Русия...“ (2008). Подготовката и записването на албумите протича под художественото ръководство (от 2005 г.) или с участието на Никон Жила (до 2005 г.).
Всички изпълнения на хора на Сретенския манастир под ръководството на Жила обикновено се провеждат без съпровод на музикални инструменти. Регентът не използва диригентската палка. Пълният състав на хора е 40 певци, включително пет солисти и диригент. В едно представление, като правило, на сцената излизат от 7 до 30 изпълнители. Понякога в края на концерта регентът включва публиката в пеенето, като я дирижира. Когато хорът изпълнява в чужбина, текстовете на руските песни често се отпечатват предварително и се разпространяват в залата преди концерта.

## Награди
С указ на президента на Руската федерация от 11 август 2010 г. регентът на десния хор на Сретенския ставропигиален манастир на Руската православна църква на Московската патриаршия Никон Жила е удостоен със званието „Заслужил артист на Руската федерация“.
През 2011 г. е признат за лауреат на наградата „Човек на годината“ според Руския биографичен институт за популяризиране на руската народна култура.

## Дискография с хора на Сретенския манастир
| Издания                                                                            | Издания                                                              | Издания  |
| Заглавие                                                                           | Издател                                                              | От       |
| ---------------------------------------------------------------------------------- | -------------------------------------------------------------------- | -------- |
| Вижу Чудное Приволе                                                                | Сретенский монастырь                                                 | 2002     |
| Всенощное бдение                                                                   | Хор Московского Сретенского монастыря                                | 2003     |
| Великий пост и страстная седмица                                                   | Хор Московского Сретенского монастыря                                | 2004     |
| Любимые песни. Подарок для друзей                                                  | Сретенский монастырь                                                 | 2006     |
| Кто ны разлучит от любве Божия. Песнопения Новомученикам и Исповедникам Российским | Сретенский монастырь                                                 | 2006     |
| Божественная литургия                                                              | Хор Московского Сретенского монастыря                                | 2007     |
| Светлое Христово Воскресение. Пасхальная Утреня                                    | Сретенский монастырь                                                 | 2007     |
| О, дивное чудо! Древо жизни над Русью воздвизается... К 1020-летию Крещения Руси   | Сретенский монастырь                                                 | 2008     |
| Любимые песни. Второй сборник                                                      | Сретенский монастырь                                                 | 2009     |
| Всенощное Бдение. Избранные Песнопения                                             |                                                                      | 2010     |
| Любимые песни. Третий сборник                                                      | Сретенский монастырь                                                 | 2017     |
| Песни Великой Победы                                                               | Сретенский монастырь                                                 | 2020     |
| Божєствєннаѧ Литӧргиѧ                                                              | Псково-Печєрскій Успєнскій Монастырь Московскій Срєтєнскій Монастырь | без дата |